# Ellen Einan
Ellen Einan (Svolvær, Nordland, 5 de junio de 1931 - Kabelvåg, Nordland, 25 de marzo de 2013) fue una poetisa noruega. Era conocida en todo el país por su estilo de escritura compacto, vocabulario místico, imágenes vívidas y en general, sus poemas inusuales pero fascinantes.
Hizo su debut literario en 1982 con el poemario Den gode engsøster.

## Obras
- 1982: Den gode engsøster
- 1983: Muldsøstre
- 1984: Jorden har hvisket
- 1985: Søster natt
- 1986: Nattbarn
- 1987: Sene rop mellom bronsebergene
- 1989: Hestene våker i duggtoneengen
- 1991: Døgnfarvene er mørke
- 1992: De syv nattstegene
- 1994: Jade for min engel
- 1999: Innenfor og utenfor er ett
- 2004: Dagen får min uro
- 2009: Noen venter på bud
- 2011: Samlede dikt

## Premios
- Premio Aschehoug (2002)
- Premio Havmann (2009)
- Premio Dobloug (2012)